# ロイヤル・バンコク交響楽団
ロイヤル・バンコク交響楽団（英語: Royal Bangkok Symphony Orchestra、 タイ語:วงดุริยางค์ซิมโฟนีกรุงเทพ、略称:RBSO）は、タイ王国のオーケストラ。バンコクに活動拠点を持つ。

## 概要
1982年設立。ラーマ10世（ワチラーロンコーン）が皇太子時代から庇護しているバンコク交響楽財団が運営するプロオーケストラ。財団ディレクターはスクム・ナワパン博士（ดร. สุขุม นวพันธ์）。クラシック音楽から、ポップ、タイの伝統曲に対応できる70名の所属のプロ団員を抱える。タイ国内のクラシック音楽普及、青少年への音楽教育も熱心に行っている。毎年フリーコンサート『コンサートインザパーク』をバンコク都内の公園で開催し、1993年には、ルンピニー公園で2500名の聴衆を集めた。 財政面では、王国からの支援を受けていないため、主に財団資産、個人企業からの寄付に頼っている。

2016年に王室の許可を得て、現名称に改名した。

## 音楽監督
2000年から音楽監督を務めていた矢崎彦太郎の引退に伴い、2008年にトランペット奏者ジョン・フロアが就任。

2018年からヴァニッチ・ポタヴァニッチが常任指揮者を務める。

## 公演
- 2007 『Great Artists of the World』 国王生誕80年記念公演　タイ王国文化省共催
- 2008 『ASKA Symphonic Concert Tour 2008 'Scene' in Bangkok』-2008年6月21日タイ文化センターでASKAと共演